# Villars-les-Bois
Pour les articles homonymes, voir Villars.
Villars-les-Bois est une commune du Sud-Ouest de la France située dans le département de la Charente-Maritime (région Nouvelle-Aquitaine).
Ses habitants sont appelés les Villarboisiens et les Villarboisiennes.

## Géographie
La commune de Villars-les-Bois se situe dans le centre-est du département de la Charente-Maritime, en région Nouvelle-Aquitaine, dans l'ancienne province de Saintonge. Appartenant au midi de la France — on parle plus précisément de « midi atlantique », au cœur de l'arc atlantique, elle est partie intégrante du Grand Sud-Ouest français, et est parfois également incluse dans un Grand Ouest aux contours plus flous.

### Communes limitrophes
| Brizambourg         |                  |        |
|                     | Villars-les-Bois | Migron |
| Saint-Bris-des-Bois | Burie            |        |

## Urbanisme

### Typologie
Au 1er janvier 2024, Villars-les-Bois est catégorisée commune rurale à habitat dispersé, selon la nouvelle grille communale de densité à 7 niveaux définie par l'Insee en 2022.
Elle est située hors unité urbaine. Par ailleurs la commune fait partie de l'aire d'attraction de Saintes, dont elle est une commune de la couronne,. Cette aire, qui regroupe 62 communes, est catégorisée dans les aires de 50 000 à moins de 200 000 habitants,.

### Occupation des sols
L'occupation des sols de la commune, telle qu'elle ressort de la base de données européenne d’occupation biophysique des sols Corine Land Cover (CLC), est marquée par l'importance des territoires agricoles (77,3 % en 2018), en augmentation par rapport à 1990 (70,6 %). La répartition détaillée en 2018 est la suivante : 
cultures permanentes (42,9 %), zones agricoles hétérogènes (34,4 %), forêts (22,7 %). L'évolution de l’occupation des sols de la commune et de ses infrastructures peut être observée sur les différentes représentations cartographiques du territoire : la carte de Cassini (XVIIIe siècle), la carte d'état-major (1820-1866) et les cartes ou photos aériennes de l'IGN pour la période actuelle (1950 à aujourd'hui).

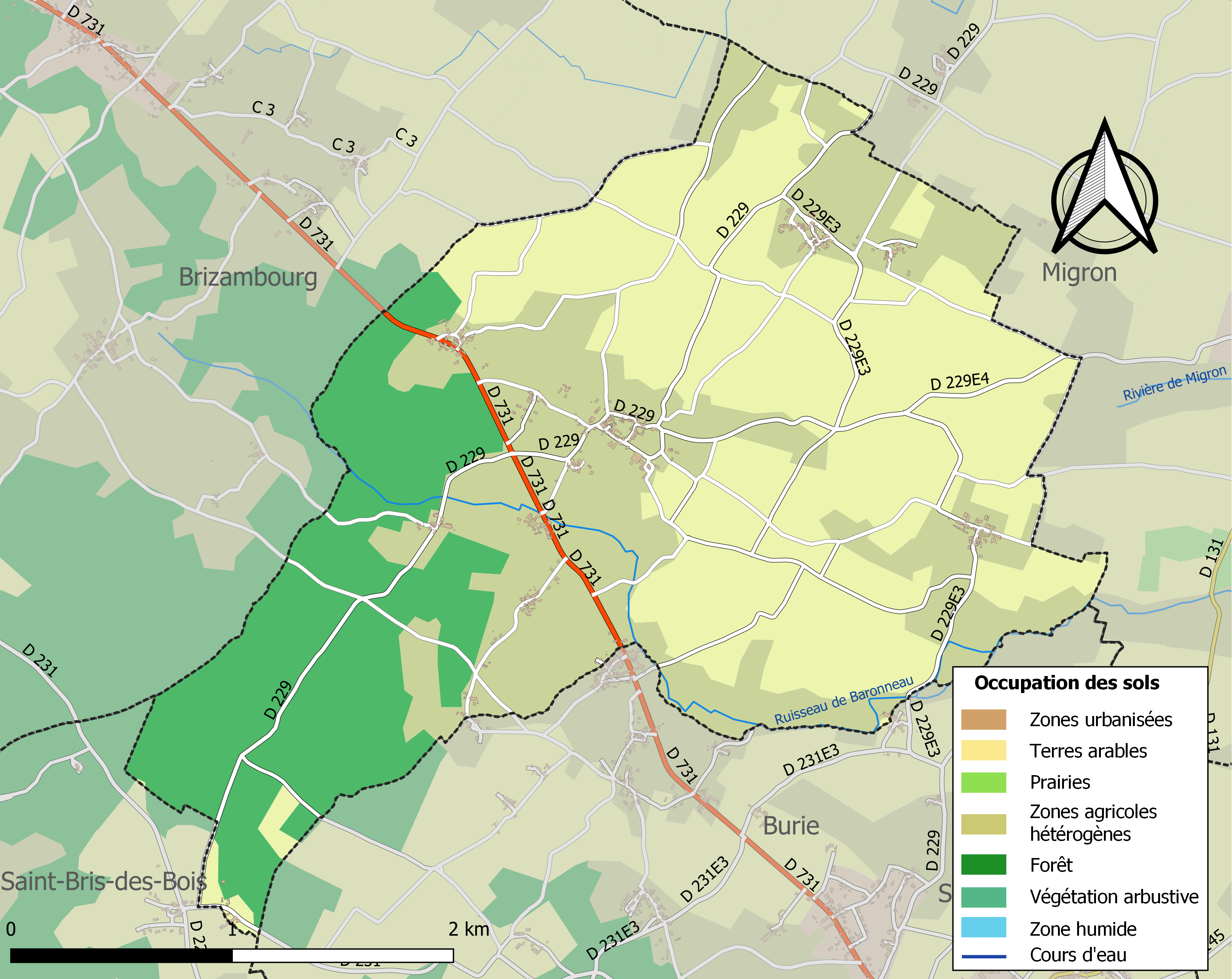
Carte des infrastructures et de l'occupation des sols de la commune en 2018 (CLC).

### Risques majeurs
Le territoire de la commune de Villars-les-Bois est vulnérable à différents aléas naturels : météorologiques (tempête, orage, neige, grand froid, canicule ou sécheresse), mouvements de terrains et séisme (sismicité modérée). Il est également exposé à un risque technologique,  le transport de matières dangereuses. Un site publié par le BRGM permet d'évaluer simplement et rapidement les risques d'un bien localisé soit par son adresse soit par le numéro de sa parcelle.

#### Risques naturels

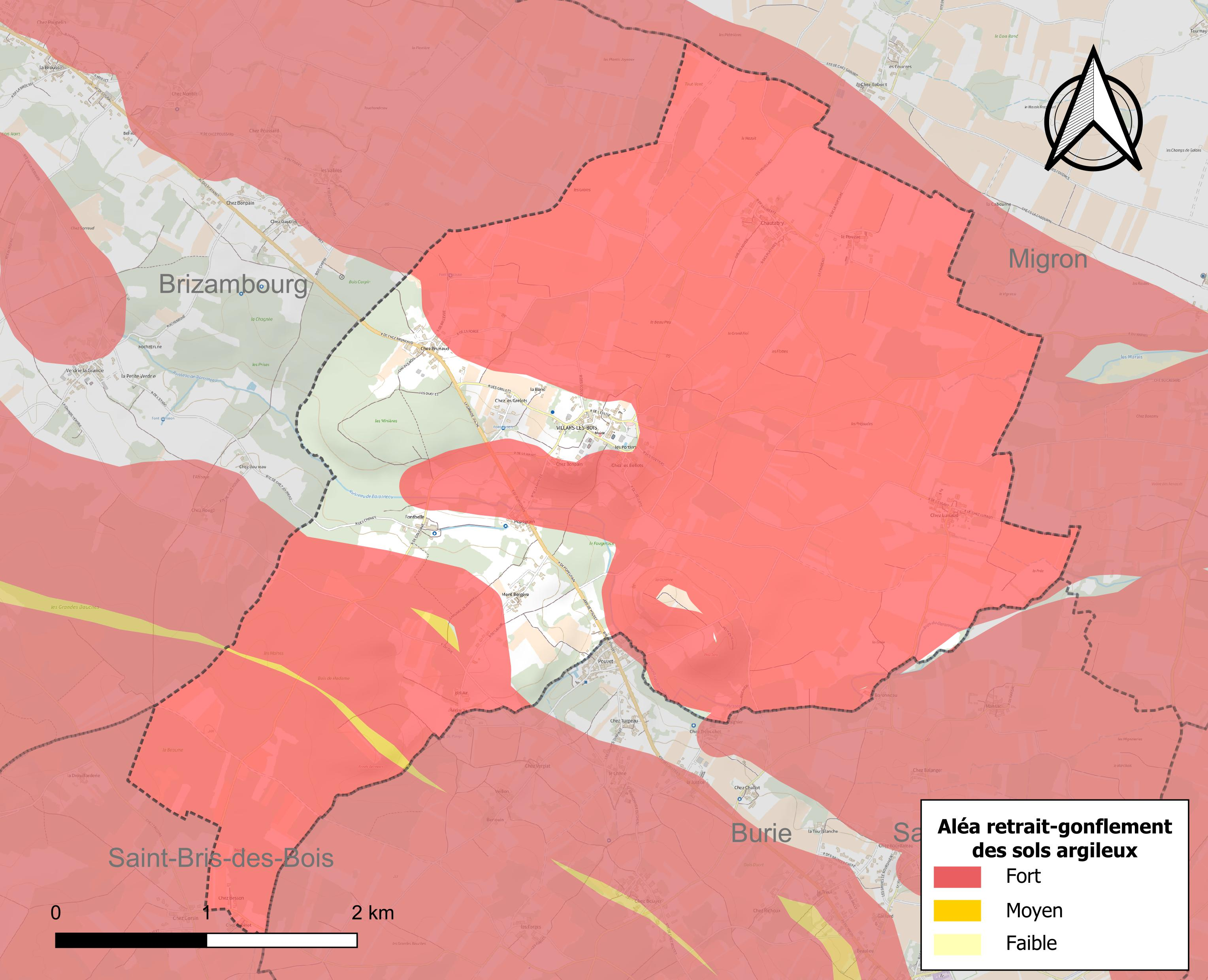
Carte des zones d'aléa retrait-gonflement des sols argileux de Villars-les-Bois.

Les mouvements de terrains susceptibles de se produire sur la commune sont des tassements différentiels.
Le retrait-gonflement des sols argileux est susceptible d'engendrer des dommages importants aux bâtiments en cas d’alternance de périodes de sécheresse et de pluie. 84,6 % de la superficie communale est en aléa moyen ou fort (54,2 % au niveau départemental et 48,5 % au niveau national). Sur les 154 bâtiments dénombrés sur la commune en 2019,  81 sont en aléa moyen ou fort, soit 53 %, à comparer aux 57 % au niveau départemental et 54 % au niveau national. Une cartographie de l'exposition du territoire national au retrait gonflement des sols argileux est disponible sur le site du BRGM,.
Par ailleurs, afin de mieux appréhender le risque d’affaissement de terrain, l'inventaire national des cavités souterraines permet de localiser celles situées sur la commune.
La commune a été reconnue en état de catastrophe naturelle au titre des dommages causés par les inondations et coulées de boue survenues en 1982, 1983, 1999 et 2010. Concernant les mouvements de terrains, la commune a été reconnue en état de catastrophe naturelle au titre des dommages causés par la sécheresse en 2003 et 2005 et par des mouvements de terrain en 1983, 1999 et 2010.

#### Risques technologiques
Le risque de transport de matières dangereuses sur la commune est lié à sa traversée par une ou des infrastructures routières ou ferroviaires importantes ou la présence d'une canalisation de transport d'hydrocarbures. Un accident se produisant sur de telles infrastructures est susceptible d’avoir des effets graves sur les biens, les personnes ou l'environnement, selon la nature du matériau transporté. Des dispositions d’urbanisme peuvent être préconisées en conséquence.

## Toponymie
Villars est un toponyme roman issu du latin médiéval villare.

## Administration

### Liste des maires
| Période                                  | Période  | Identité           | Étiquette | Qualité |
| ---------------------------------------- | -------- | ------------------ | --------- | --- |
| 1989                                     | 2014     | Jean-Michel Martin |           | |
| 2014                                     | En cours | Fabrice Barusseau  | PS        | Professeur Conseiller général du canton de Burie Conseiller départemental du canton de Chaniers Vice-président de la communauté d'agglomération de Saintes Député depuis 2024 |
| Les données manquantes sont à compléter. |          |                    |           | |

### Intercommunalité
Jusqu'à la fin de l'année 2012, la commune de Villars-les-Bois faisait partie de la communauté de communes Vignobles et Vals boisés du Pays Buriaud qui comprenait dix communes ; cette dernière a fusionné avec la communauté d'agglomération de Saintes le 1er janvier 2013.
Depuis janvier 2013, Villars-les-Bois fait donc partie de la communauté d'agglomération de Saintes dont le siège administratif est situé à Saintes.

### Fiscalité
La fiscalité est d'un taux de 8,51 % pour la taxe d'habitation, 10,85 % sur le foncier bâti, 45,80 % sur le non bâti et 8 % de taxe professionnelle, et comme la communauté de communes prélève sur l'ensemble des quatre taxes, respectivement 1,67 %, 3,25 %, 8,06 % et 3,07 % cela donne au total et avant que s'y ajoutent le département et la région, 10,18 % pour la taxe d'habitation, 14,10 % sur le foncier bâti, 53,86 % sur le non bâti et 12,07 % de taxe professionnelle (chiffres 2007).

## Démographie

### Évolution démographique
L'évolution du nombre d'habitants est connue à travers les recensements de la population effectués dans la commune depuis 1793. Pour les communes de moins de 10 000 habitants, une enquête de recensement portant sur toute la population est réalisée tous les cinq ans, les populations de référence des années intermédiaires étant quant à elles estimées par interpolation ou extrapolation. Pour la commune, le premier recensement exhaustif entrant dans le cadre du nouveau dispositif a été réalisé en 2008.

En 2022, la commune comptait 240 habitants, en évolution de −6,25 % par rapport à 2016 (Charente-Maritime : +4,04 %, France hors Mayotte : +2,11 %).
| 1793 | 1800 | 1806 | 1821 | 1831 | 1836 | 1841 | 1846 | 1851 |
| ---- | ---- | ---- | ---- | ---- | ---- | ---- | ---- | ---- |
| 527  | 530  | 477  | 594  | 623  | 627  | 603  | 612  | 610  |

| 1856 | 1861 | 1866 | 1872 | 1876 | 1881 | 1886 | 1891 | 1896 |
| ---- | ---- | ---- | ---- | ---- | ---- | ---- | ---- | ---- |
| 611  | 585  | 554  | 545  | 502  | 503  | 505  | 490  | 471  |

| 1901 | 1906 | 1911 | 1921 | 1926 | 1931 | 1936 | 1946 | 1954 |
| ---- | ---- | ---- | ---- | ---- | ---- | ---- | ---- | ---- |
| 456  | 429  | 363  | 333  | 321  | 308  | 295  | 276  | 309  |

| 1962 | 1968 | 1975 | 1982 | 1990 | 1999 | 2006 | 2008 | 2013 |
| ---- | ---- | ---- | ---- | ---- | ---- | ---- | ---- | ---- |
| 290  | 313  | 281  | 263  | 256  | 256  | 250  | 248  | 264  |

| 2018 | 2022 | - | - | - | - | - | - | - |
| ---- | ---- | - | - | - | - | - | - | - |
| 235  | 240  | - | - | - | - | - | - | - |

## Lieux et monuments

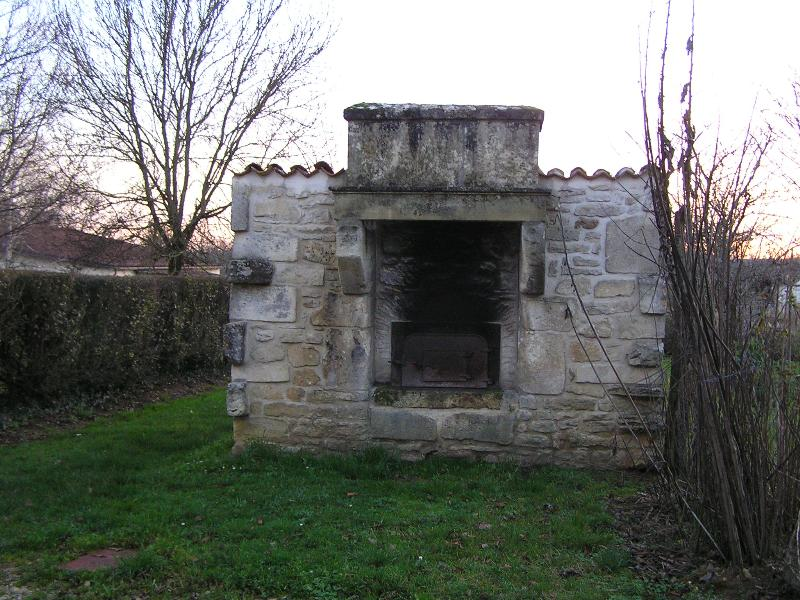
Four à pain.

L'église Saint-Victorin ou Saint-Victorinien est une église romane du XIIe siècle. Elle a été plusieurs fois attaquée et en porte les traces. Un château fort était accolé à sa face nord et communiquait avec son clocher par un chemin de ronde. Elle a été remaniée au XVe siècle. Son abside a été classée monument historique le 14 août 1912 et sa nef le 18 mars 1950,.

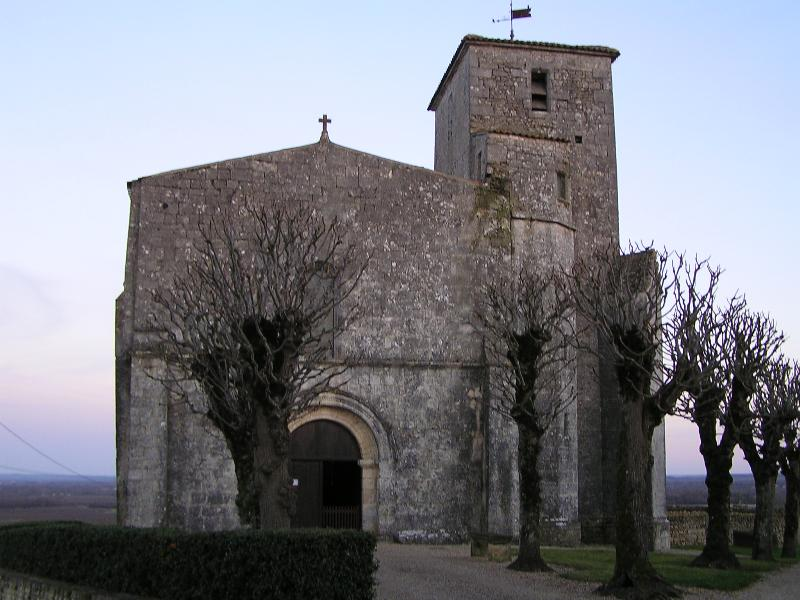
Église.
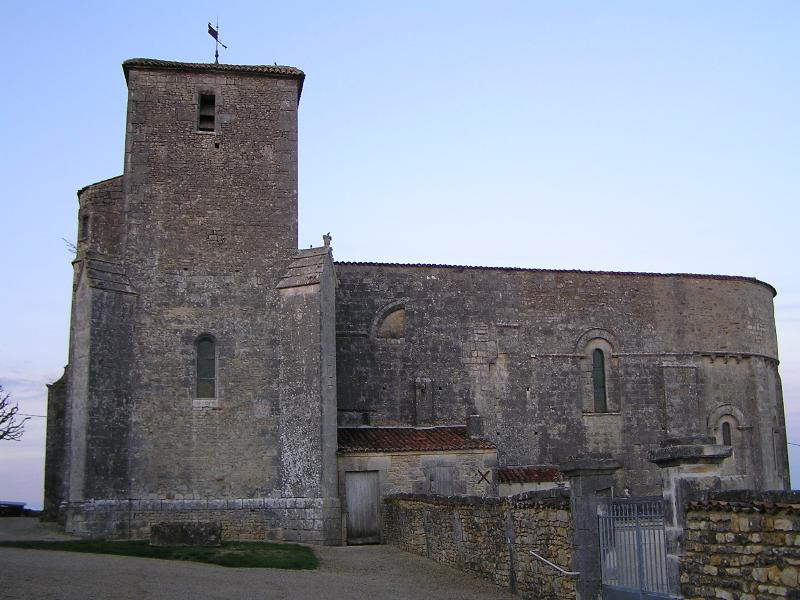
Église.
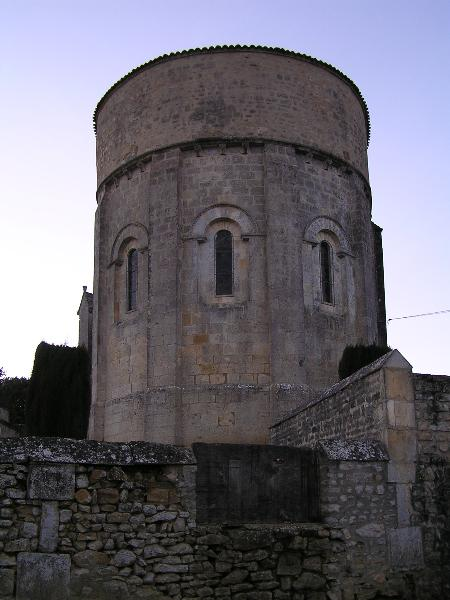
Église.